# Eliaskirche (Lublin)

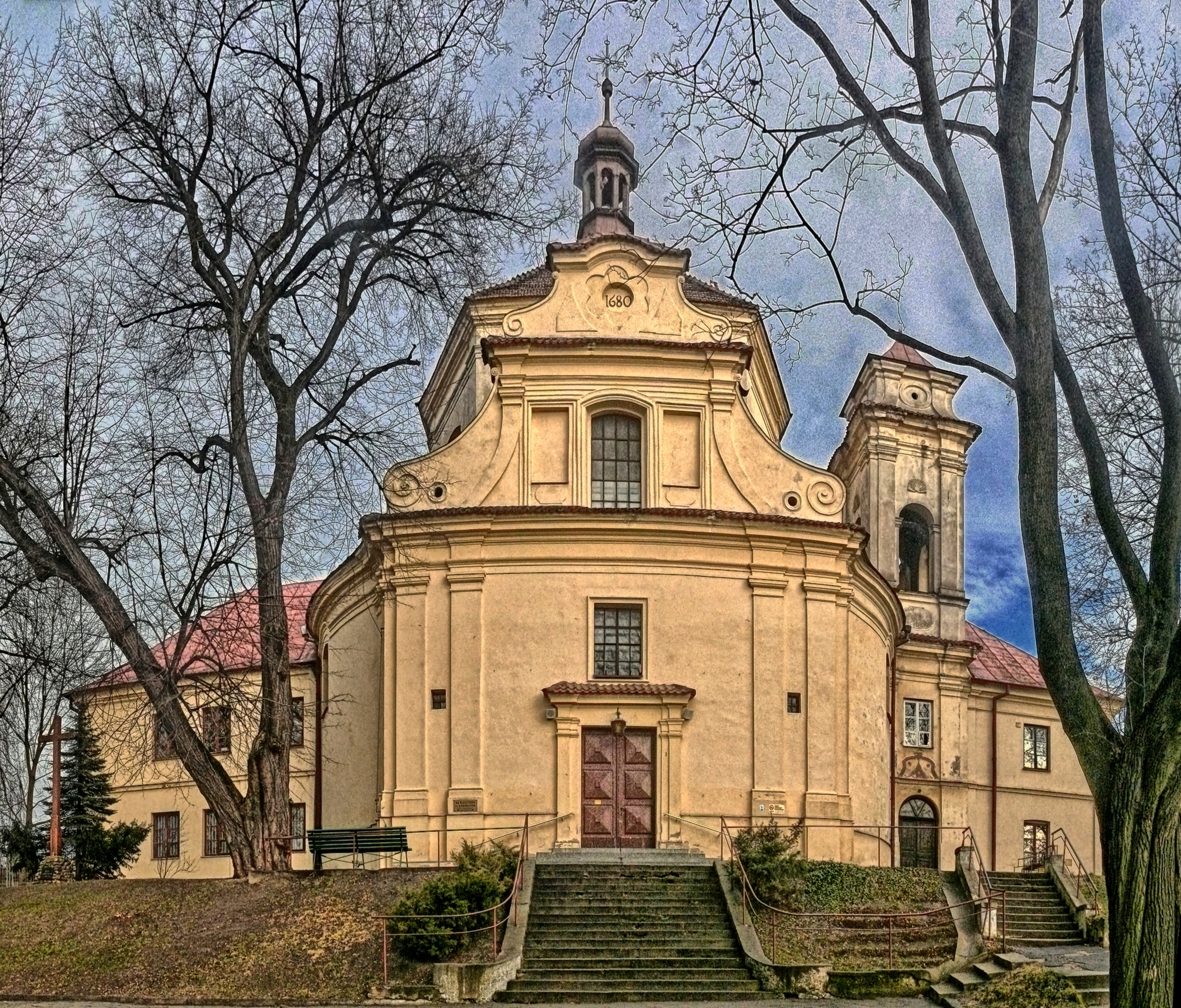
Eliaskirche Lublin

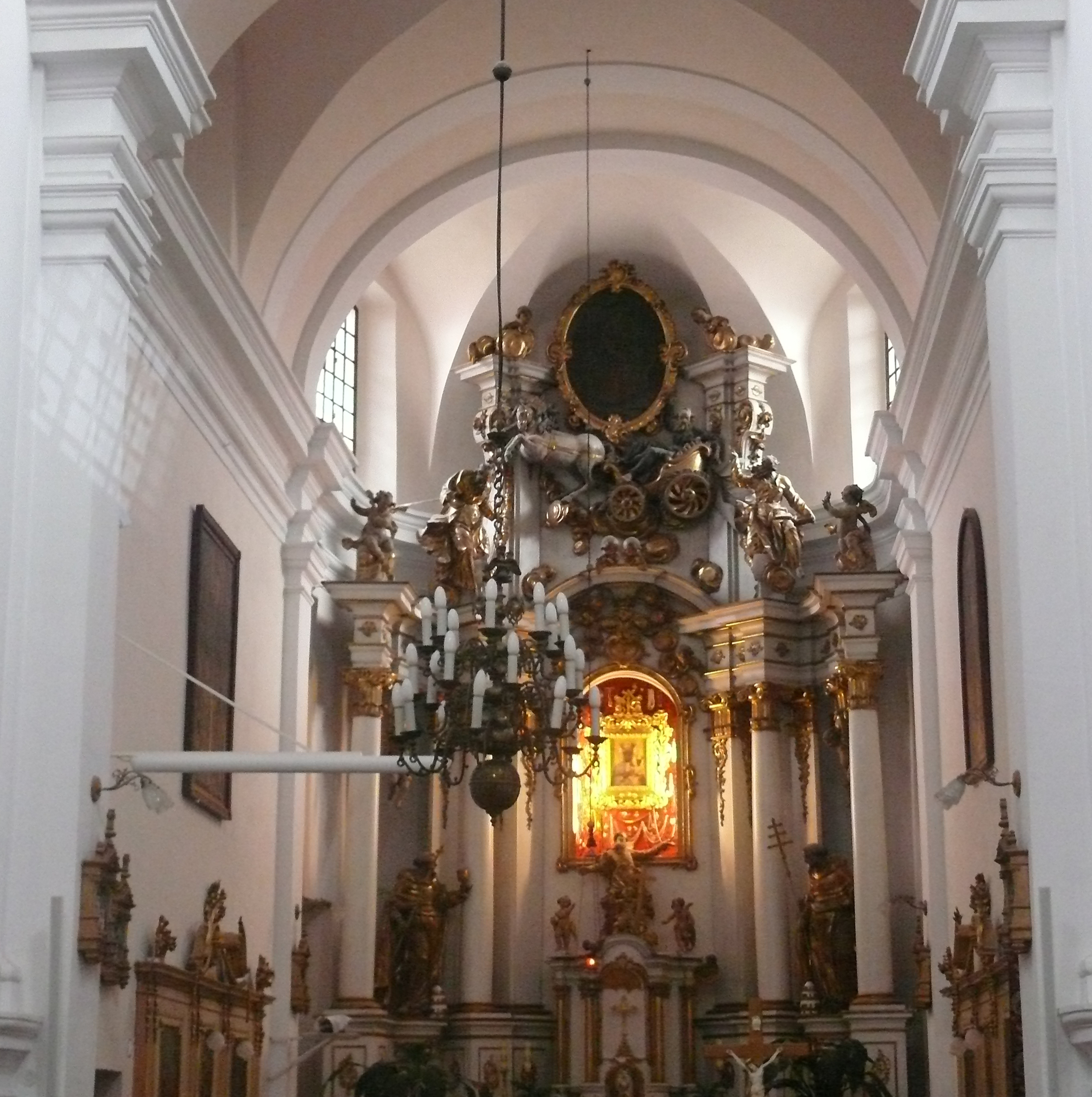
Altarraum

Die Eliaskirche (polnisch Kościół rektoralny św. Eliasza Proroka) in Lublin ist eine römisch-katholische Kirche, die auf einem Hügel nordöstlich der Altstadt liegt. Namensgeber der Kirche ist der Prophet Elias.

## Geschichte
Die barocke Kirche wurde 1680 von Jerzy Mniszek († 11693) gestiftet. Sie erhielt von Paolo Fontana in den 1740er Jahren ihre heutige Form. 1784 wurde von Bischof Jan Kanty Lenczowski die Kirchengemeinde gegründet. 1810 wurde die Kirche von den Unbeschuhten Karmeliten übernommen. 1835 ging sie an die Barmherzigen Brüder vom hl. Johannes von Gott, die das Kloster von Ferdynand Konotkiewicz zu einem Spital umbauen ließen. 1864 wurde die Ordensniederlassung in Lublin aufgelöst und die Genossenschaft der Töchter der christlichen Liebe vom heiligen Vinzenz von Paul übernahm die Kirche, bevor sie 1969 wieder an die Karmeliter ging.